# HB Ludwigsburg
El HB Ludwigsburg es un club de balonmano de la localidad alemana de Ludwisburg. La sección femenina del club juega en la Liga de Alemania de balonmano femenino, la máxima categoría nacional.
A finales de 2024 se unificó con el SG BBM Bietigheim.

## Palmarés

### Como HB Ludwisburg
- Liga de Alemania de balonmano femenino (1):
  - 2025[3]
- Copa Alemana (1):
  - 2025[4]
- Supercopa Alemana (1):
  - 2025[2]

### Como SG BBM Bietigheim
- EHF European League (1):
  - 2022
- Liga de Alemania de balonmano femenino (5): 
  - 2017, 2019, 2022, 2023, 2024
- Copa alemana (3)
  - 2021, 2022, 2023
- Supercopa alemana (4)
  - 2017, 2019, 2021, 2022

## Plantilla 2022-23
|  | Porteras - 12 Melinda Szikora - 94 Gabriela Moreschi Extremos izquierdos - 5 Antje Döll - 67 Veronika Malá Extremos derechos - 25 Trine Østergaard Jensen - 30 Jenny Behrend Pívots - 4 Kaba Gassama - 6 Annika Meyer - 24 Danick Snelder | Laterales izquierdos - 14 Karolina Kudłacz-Gloc - 21 Kelly Dulfer - 22 Xenia Smits Centrales - 10 Inger Smits - 15 Kim Naidzinavicius Laterales derechos - 27 Julia Maidhof |